# Lawinenwinter 1951
Der Lawinenwinter 1951 umfasst zwei Wetterereignisse, während derer im Alpenraum große Mengen Schnee fielen. Dadurch gingen zahlreiche Lawinen innerhalb kurzer Zeit spontan nieder; viele davon an unüblicher Stelle oder in einer Mächtigkeit, dass es zu hohen Sachschäden und vielen Toten kam.
Im Januar und Februar starben im Alpenraum 265 Menschen an den direkten Folgen der durch die Wetterereignisse ausgelösten Lawinen. Das Januarereignis war eine ausgeprägte Nordstaulage, welche die gesamten Zentral- und Ostalpen (Schweiz, Österreich, Italien) betraf, das Februarereignis eine Vb-Wetterlage, die sich in der Alpensüdseite (Schweiz, Italien) auswirkte.

## Meteorologischer Verlauf
Schon im November fiel im Alpenraum überdurchschnittlich viel Schnee, der bis Ende des Jahres liegen blieb. Anfang Januar kam viel Neuschnee dazu. Mitte des Monats waren südöstlich der Linie Zermatt-Simplon-Furka-Erstfeld-Glarus-Sargans schon mehr als 200 Prozent der üblichen Neuschneemenge gefallen. In Mittelbünden, im Engadin, den Bündner Südtälern und im Tessin sogar 300 bis 400 Prozent.

### Januar
In der Nacht vom 15. zum 16. Januar 1951 setzte eine aktive Nordwest-Strömung ein. Diese brachte der Alpennordseite fünf Tage lang fast ununterbrochene Schneefälle. Zeitweise fielen bis zu 15 Zentimeter Neuschnee pro Stunde. Insgesamt betrug die Neuschneemenge zwischen dem 16. und 22. Januar zwischen einem und mehr als zweieinhalb Meter Neuschnee. Vor allem in den Glarner Alpen fielen über zwei Meter, und im oberen Prättigau sogar über zweieinhalb Meter. In der Folge gab es sehr viele Lawinen. Nach dem 22. Januar verfestigte sich der Schnee recht schnell und die Gefahr war fürs Erste gebannt.

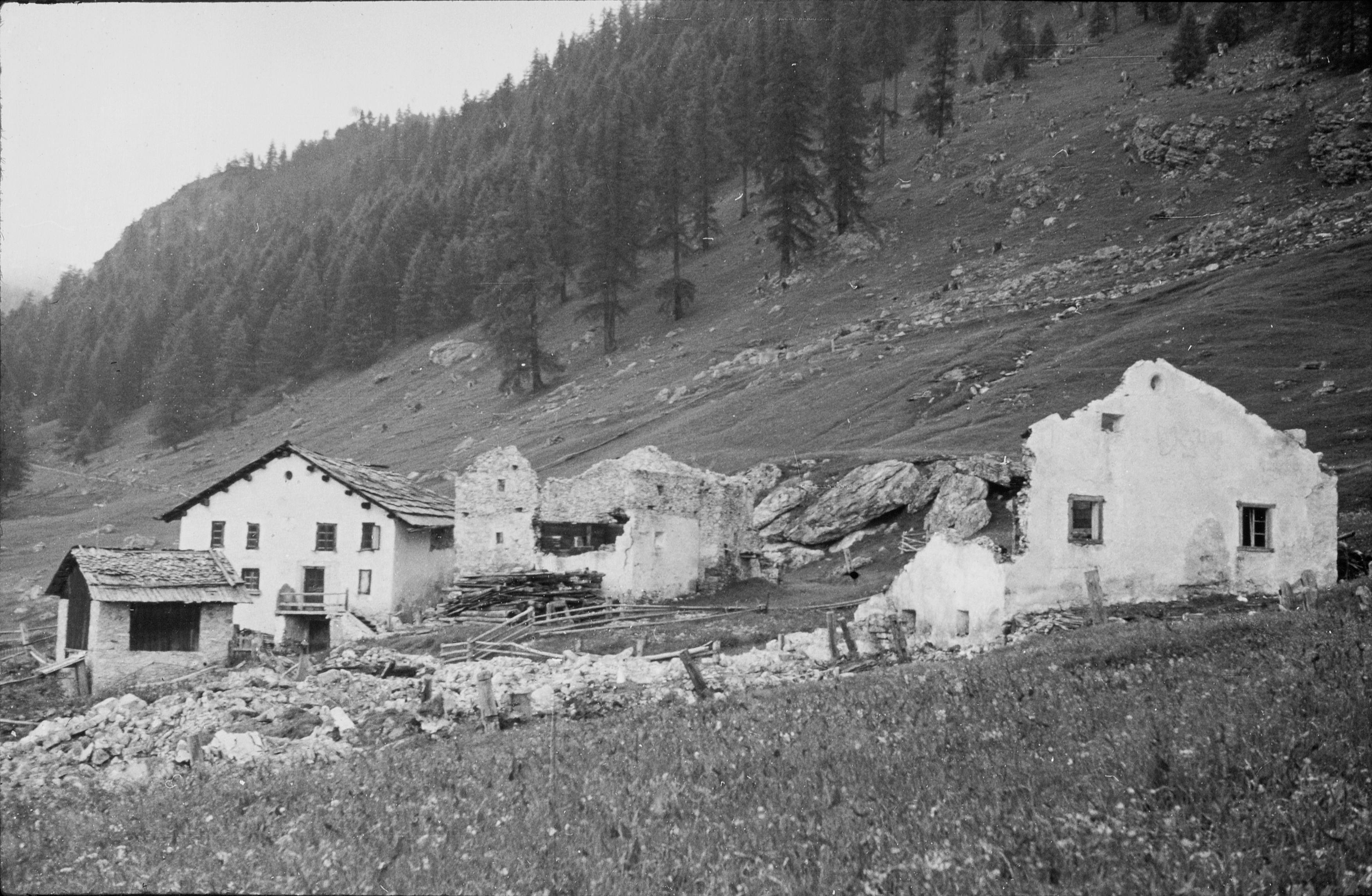
Zerstörter Weiler Lü Daint, Val Müstair
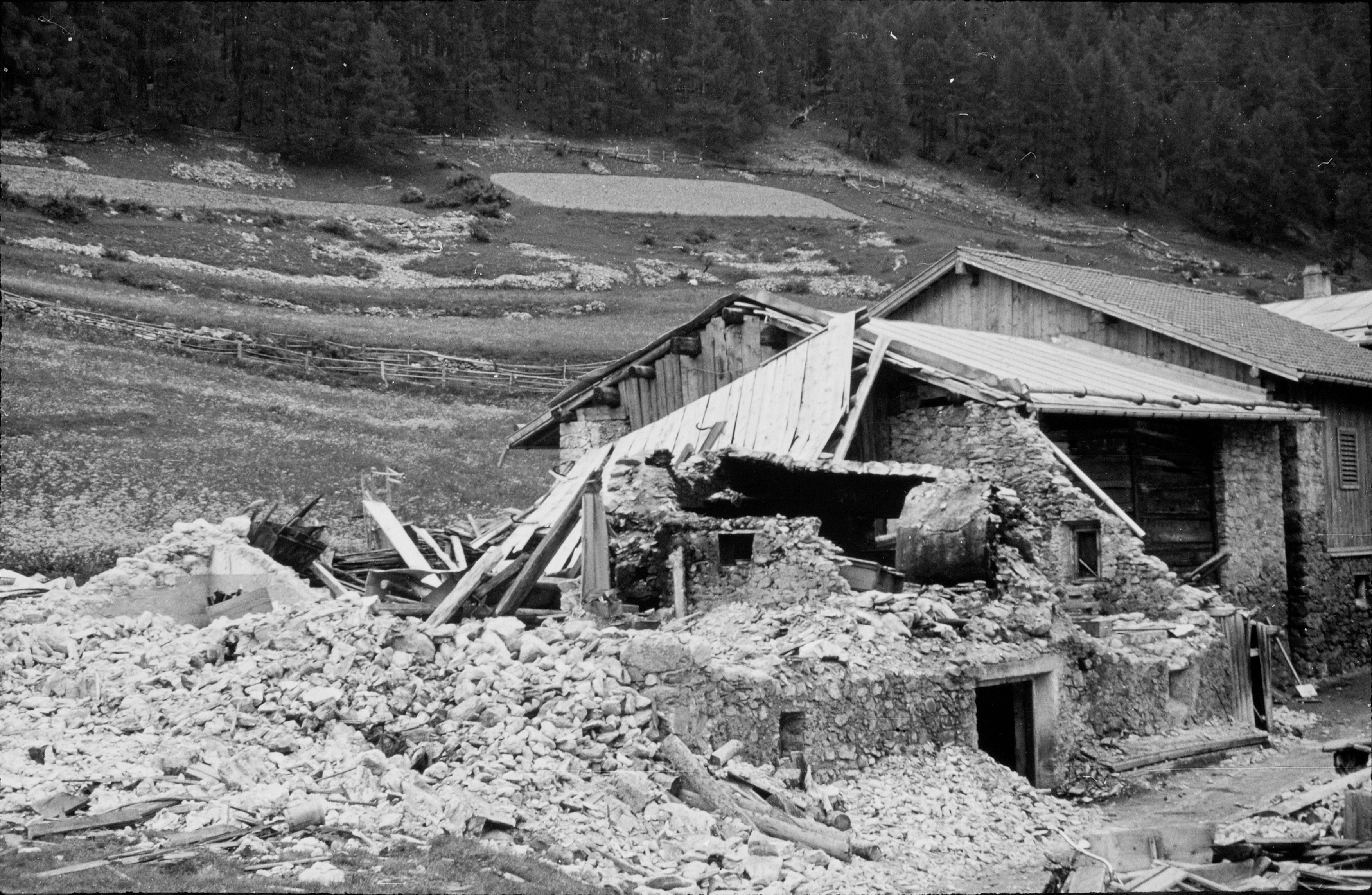
Zerstörtes Haus in Tschierv
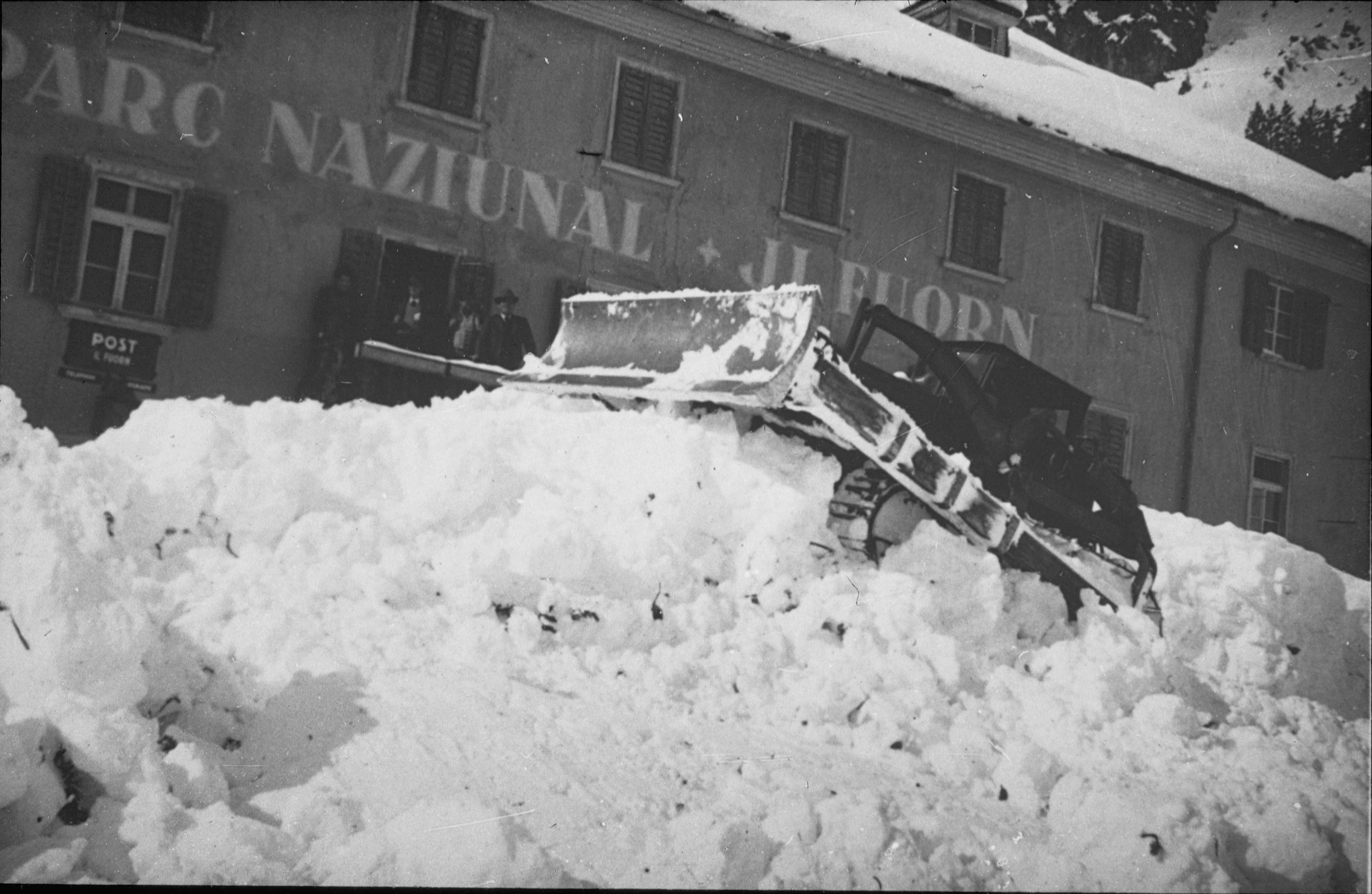
Schneeräumung vor dem Hotel von Il Fuorn an der Ofenpassstrasse
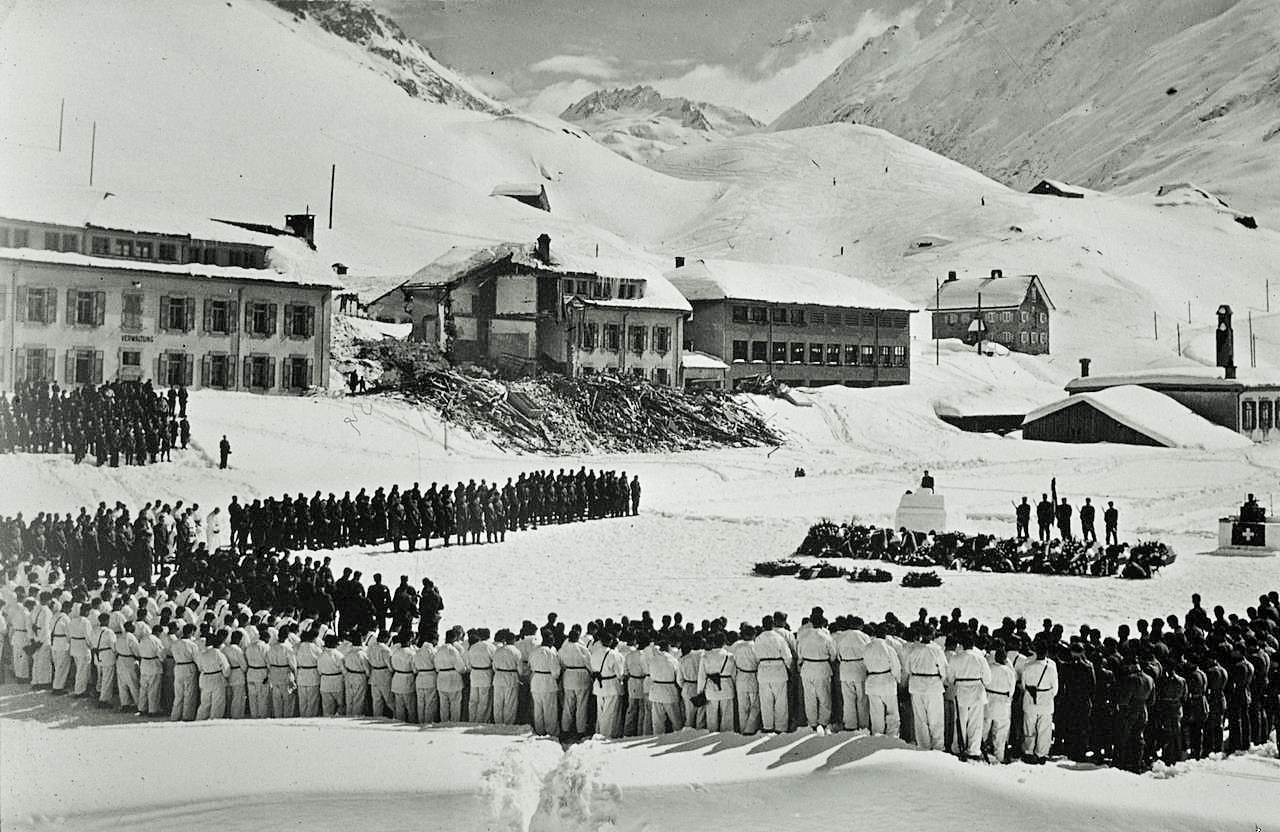
Kaserne Andermatt: Trauerfeier vom 21. Januar 1951

### Februar
Auf der Alpensüdseite bahnte sich aber ein weiteres Ereignis an. Am 4. Februar 1951 stellte sich eine Südwindlage ein, die der Alpennordseite Föhn und im Tessin in den höhergelegenen Lagen innerhalb von zwei Tagen gut einen Meter Neuschnee brachte. Darauf kam es zu einer kurzen Wetterberuhigung. Doch am 8. Februar bildet sich eine erneute Staulage mit bis zum 11. Februar anhaltenden Niederschlägen auf der Alpensüdseite. Mit diesen beiden Ereignissen waren über 400 Prozent der üblichen Februar-Niederschläge gemessen worden, im Valle Onsernone sogar 600 Prozent. Dies waren die höchsten gemessenen Niederschlagsmengen seit 1864. In den Maggiatälern und im Val Bedretto fielen über vier Meter Neuschnee, selbst die nördlich des Alpen-Hauptkammes gelegenen Gebiete erhielten noch über zwei Meter Neuschnee. In der Folge kam es erneut zu vielen Lawinenabgängen, diesmal blieben aber die großen Schadlawinen auf ein kleineres Gebiet beschränkt als im Januar, als fast der gesamte Alpenraum betroffen war.

## Lawinenopfer in Italien
Auf der italienischen Seite des Brennerpasses starben im Januar 18 Menschen und im Livignotal 7 Menschen in Lawinen.
Im Februar starben in Italien, im Val Formazza, im oberen Val San Giacomo und in Südtirol, 14 Menschen in Lawinen.

## Lawinenopfer in Österreich
In Österreich, schwerpunktmäßig in den Bundesländern Tirol, Kärnten und Salzburg, starben 135 Menschen in diesem Zeitraum. In Österreich wurden über 200 Gebäude zerstört oder beschädigt und 350.000 m³ Wald in Mitleidenschaft gezogen.

## Lawinenopfer in der Schweiz
Vom 19. bis 22. Januar 1951 gingen im schweizerischen Alpenraum über 1.000 Schadlawinen ab, in diesen starben 75 Menschen.
Zwischen dem 11. und 15. Februar 1951 gingen in der Schweiz knapp 300 Schadlawinen ab, in denen 16 Menschen starben.
Es war über 2.000 ha Waldfläche von Lawinenniedergängen betroffen, wobei ein Schadholzvolumen von rund 175.000 m³ entstand.

## Chronologie und Analyse der Einzellawinen
Folgende Liste enthält nur bedeutende Schadlawinen (Wegen Quellenlage aktuell nur Schweiz).

### Januar
| Gemeinde           | Ort/Lokalname    | Datum/Uhrzeit     | Verschüttete | Tote | Schäden | Bemerkungen                                               |
| ------------------ | ---------------- | ----------------- | ------------ | ---- | --- | --------------------------------------------------------- |
| Andermatt          | Geisstal         | 20. Januar 13:45  | 10           | 9    | 2 Häuser, 1 Hotel, 1 Kaufhaus, 4 Ställe, Strasse                                                                                           |                                                           |
| Andermatt          | Kirchberg        | 20. Januar 18:50  | 5            | 2    | Militärkaserne (15 Gebäude + Material), Strasse, Bahnlinie                                                                                 |                                                           |
| Andermatt          | Oberalpsee       | 20. Januar o.Z.   | 2            | 2    | 1 Hotel, 3 Nebengebäude, Strasse, Bahnlinie                                                                                                |                                                           |
| Blatten (Lötschen) | Eisten           | 20. Januar 14 ca. | 7            | 6    | 2 Häuser, 27 Ställe, 8 Ziegen, 38,2 ha Wald, 1.650 m³ Holz, Telefon- und Stromleitungen, Strasse                                           | Lawine mitten ins Dorf                                    |
| Davos              | Station Monstein | 20. Januar o.Z.   | 6            | 2    | Stationsgebäude, Bahnlinie, Strasse |                                                           |
| Davos              | Kaisern, Dischma | 21. Januar 17:00  | 6            | 3    | 2 Häuser, 1 Nebengebäude, 1,5 ha Wald, 45 m³ Holz, Strasse                                                                                 |                                                           |
| Diesbach           | Orenberg         | 20. Januar 05:35  | 2            | 2    | 3 Häuser, 7 Ställe, 11 Kühe, 2 Ziegen, 1,5 ha Wald, 200 m³ Holz, Telefon- und Stromleitung                                                 |                                                           |
| Klosters           | Tallawine        | 20. Januar 20:00  | 6            | 2    | 1 Haus, 16 Ställe, 3,1 ha Wald, 1040 m³ Holz, Strasse                                                                                      |                                                           |
| Lü                 | Muntet           | 21. Januar 00:30  | 3            | 3    | 7 Häuser, 8 Ställe, Schulhaus, Kirche, 1 Pferd, 1 Kuh, 1 Schwein, 4 Ziegen, 0,95 ha Wald, 68 m³ Holz, Telefon- und Stromleitungen, Strasse |                                                           |
| Safien             | Neukirch         | 20. Januar 23:30  | 6            | 5    | 1 Haus, 3 Ställe, Geflügel, 1,7 ha Wald, 662 m³ Holz, Strasse                                                                              |                                                           |
| St. Antönien       | Weiler Meierhof  | 20. Januar 22 ca. | 10           | 1    | 42 Gebäude, davon 9 Wohnhäuser, 50 Stück Grossvieh                                                                                         | Grösster Gebäude-Schaden durch eine Lawine in der Schweiz |
| Vals               | Alpbüel          | 20. Januar 21:59  | 30           | 19   | 11 Häuser, 12 Ställe, 12 Rinder, 13 Ziegen, Strasse                                                                                        |                                                           |
| Zernez             | Val da Barcli    | 19. Januar 10:30  | 1            | 1    | | Strassenwärter des Ofenpass                               |
| Zernez             | Val da Barcli    | 19. Januar 15:30  | 5            | 5    | | Rettungsleute von Nachlawine erfasst                      |
| Zernez             | Val da Barcli    | 19. Januar 22:30  | 2            | 1    | | Rettungsleute von 2. Nachlawine erfasst                   |
| Zuoz               | Albanas          | 20. Januar 16:10  | 11           | 5    | 18 Häuser, 14 andere Gebäude, 13 Stück Vieh und Geflügel, 1,26 ha Wald, 35 m³ Holz, Telefon- und Stromleitungen, Bahnlinie                 | Lawine wurde mit Minenwerfer künstlich ausgelöst          |

### Februar
Durch rund 100 Lawinen wurden 350 Gebäude beschädigt oder zerstört. Die restlichen 200 Schadlawinen richteten Schäden im Wald an. In der Schweiz waren rund 560 ha Wald betroffen, welche dabei vernichtet wurde, die Schäden liegen bei 35.000 m³ Holz.
| Gemeinde   | Ort/Lokalname   | Datum/Uhrzeit     | Verschüttete | Tote | Schäden | Bemerkungen                                                           |
| ---------- | --------------- | ----------------- | ------------ | ---- | --- | --------------------------------------------------------------------- |
| Airolo     | Vallascia       | 12. Februar 00:45 | 15           | 10   | 18 Häuser, 11 Ställe, 1 Sägerei, 10 Kühe, 164 Hühner, 7 Bienenvölker, 10 ha Wald, 400 m³ Holz, Strasse mit Holzbrücke       |                                                                       |
| Frasco     | M. Pampinedo    | 11. Februar 21:30 | 14           | 5    | 10 Häuser, 14 Ställe, 8 Scheunen, 20 Schafe, 1 Schwein, 33 Hühner, 5 ha Wald, 50 m³ Holz, Telefon und Stromleitung, Strasse |                                                                       |
| Lavertezzo | Val Pinchiascia | 11. Februar o.Z.  | -            | -    | 10 Häuser, 11 Ställe, 20 ha Wald, 720 m³ Holz, Strasse                                                                      | Die Siedlung wurde rechtzeitig evakuiert                              |
| Anzonico   | Pizzo Erra      | 13. Februar 05:23 | -            | -    | 4 Ställe, 15 ha Wald, 2500 m³ Holz, Strasse, Gotthardbahnstrecke                                                            | Es dauerte achteinhalb Tage, bis die Bahnstrecke wieder befahrbar war |

## Auswirkungen und Aufarbeitung in der Schweiz
In der Schweiz hatten von den rund 1.500 Schadlawinen ganze 20 ihren Ursprung in Gebieten mit Lawinenverbauungen. Damit waren Wirksamkeit und Nutzen dieser Verbauungen eindrücklich unter Beweis gestellt. Dies hatte einen massiven Ausbau dieser Verbauungen zur Folge. So wurden danach jährlich rund 10 Kilometer Verbauungen erstellt (zwischen 1951 und 1984 ein Auftragsvolumen von rund 1,6 Milliarden Schweizer Franken). Auch wurde in der Folge die Gefahrenkartengeografierung vor allem in diesem Gebiet vorangetrieben, damit die Verbauungen auch an den richtigen Orten gesetzt werden konnten.
Auf dem Stillberg im Dischmatal (bei Davos) wurde vom Eidgenössischen Institut für Schnee- und Lawinenforschung (SLF) zusammen mit der Forstlichen Versuchsanstalt (EAFV) ein umfangreiches Forschungsgebiet für die Wiederbewaldung angelegt.
Damals gab es in der Schweiz noch keine Hubschrauber. Die Schweizer Luftwaffe hatte drei Transportflugzeuge vom Typ Ju 52, daneben kamen auch Erdkampfflugzeuge C-3603 zum Einsatz, die ebenfalls Hilfsgüter abwerfen konnten. 20 dieser Flugzeuge wurden nach ihrem Ausscheiden als Kampfflugzeuge 1952 im darauf folgenden Jahr sogar speziell für den Abwurf von Hilfsgütern mit oder ohne Fallschirm umgebaut. Ein ikonisches Bild zu den Einsätzen der Luftwaffe 1951 entstand in Terza, einem Einzelhof auf 1840 Metern bei Sta Maria im Münstertal.